# Trent Mitton
Pour les articles homonymes, voir Mitton.
Trent Grant Mitton est un joueur de hockey sur gazon australien qui joue pour les WA Thundersticks et les Kookaburras. Mitton est un attaquant.
Mitton a d'abord rejoint l'équipe australienne dans le cadre de l'équipe de 19 membres en Champions Trophy lors de l'édition 2010 à Mönchengladbach, en Allemagne. Il fait partie de l'équipe australienne médaillée d'or aux Jeux du Commonwealth de 2010 à New Delhi.
Son père est Grant Mitton qui a représenté l'Australie aux Jeux olympiques d'été de 1984 à Los Angeles et son grand-père est Don Mitton qui a fait de même en Nouvelle-Zélande en 1958,.
Mitton joue pour les Thundersticks de WA dans le Championnat australien. Il a joué pour l'équipe lors de la première rencontre de la saison 2011.
En décembre 2011, Mitton a été nommé l'un des quatorze joueurs à faire partie de l'Australie aux Jeux olympiques d'été de 2012. Bien que cette équipe ne soit pas dans le top vingt-huit et séparée de l'entraîneur d'entraînement olympique, l'entraîneur australien Ric Charlesworth n'a pas exclu de sélectionner uniquement dans l'équipe d'entraînement, les joueurs du développement olympique ayant une chance d'être éventuellement appelé à représenter l'Australie aux Jeux olympiques. Il s'est entraîné avec l'équipe du 18 janvier à la mi-mars à Perth.